# Matějov

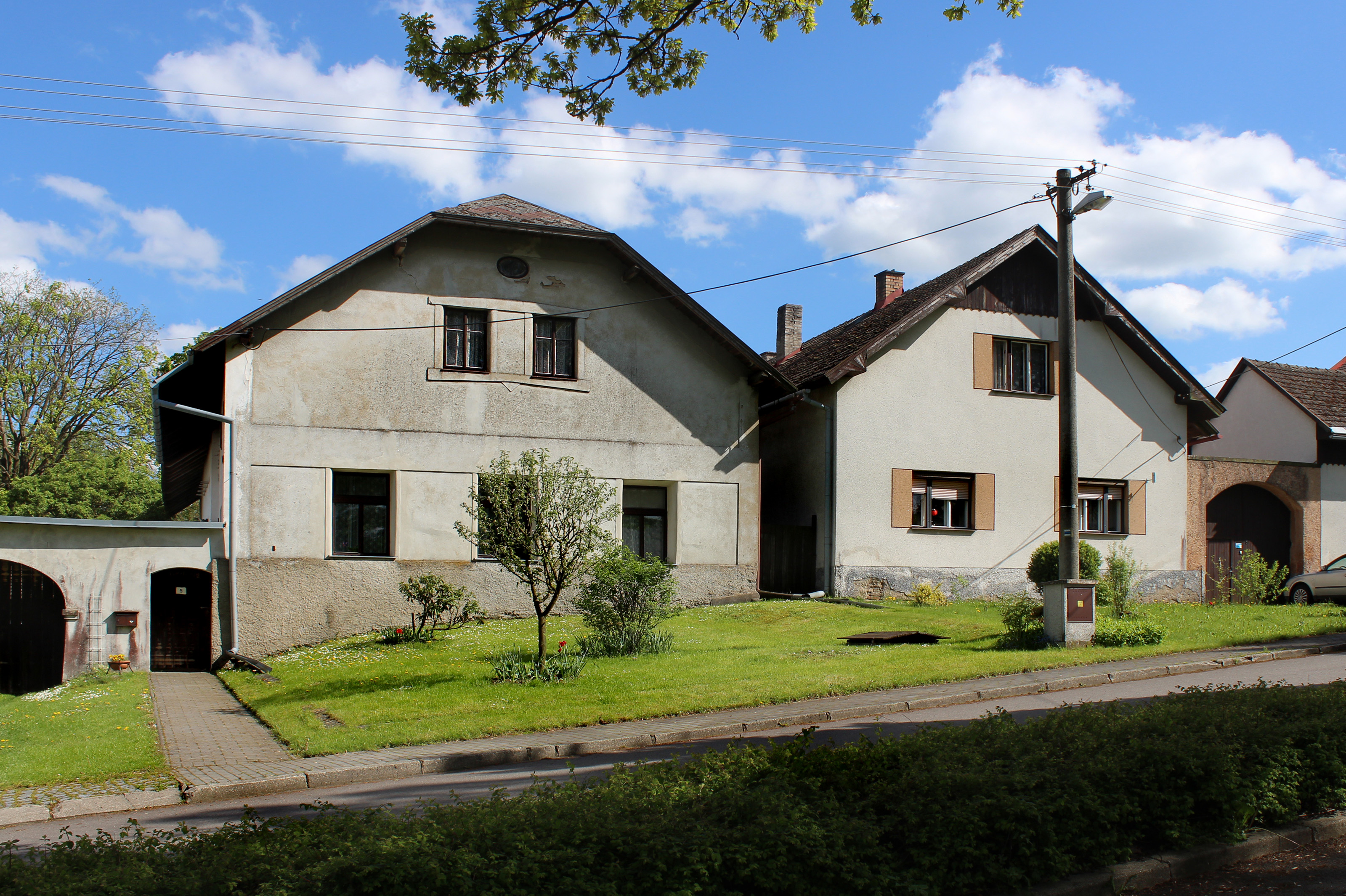
Matějov

Matějov (deutsch Mategow, auch Matiegow, 1940–45 Matheshof) ist eine Gemeinde in Tschechien. Sie liegt sieben Kilometer südwestlich von Žďár nad Sázavou und gehört zum Okres Žďár nad Sázavou.

## Geographie
Matějov befindet rechtsseitig über der Talmulde der Oslava in der Böhmisch-Mährischen Höhe am Rande des Landschaftsschutzgebietes CHKO Žďárské vrchy. Der mährische Ort liegt 700 m östlich der historischen Landesgrenze zu Böhmen. Nordöstlich befindet sich der Teich Matějovský rybník (Mategower Teich) und im Südosten mit dem Veselský rybník (Wesseller Teich) ein weiterer großer Teich. Nördlich erhebt sich die Židovská (602 m), im Südwesten der Na Hranicích (632 m) und im Nordwesten die Rosička (644 m).
Nachbarorte sind Sázava und Česká Mez im Norden, Hamry nad Sázavou und Radonín im Nordosten, Budeč im Osten, Nové Veselí im Südosten, Újezd im Süden, Sirákov und Poděšín im Südwesten, Nížkov im Westen sowie Rosička im Nordwesten.

## Geschichte
Der Ort entstand in der zweiten Hälfte des 13. Jahrhunderts im Zuge der Besiedelung des mährischen Grenzwaldes an dem nach Böhmen führenden Handelsweg Libitzer Steig durch die Herren von Lomnice auf Meziříčí. Es wird angenommen, dass das Dorf zwischen 1281 und 1297 gegründet und durch deutsche Kolonisten besiedelt wurde. Erstmals schriftlich erwähnt wurde Tassendorf im Jahre 1366, als die Witwe des Adam von Konice, die von ihrem Bruder Jan von Tasov erhaltene Ansiedlung an Jan von Meziříčí weiterreichte. Nach dessen Tode fiel Tassendorf wieder Jan von Tasov zu, der es an Lacek I. von Krawarn überschrieb. Der erste Nachweis eines Richters in Tassendorf erfolgte 1411 durch Lacek I., der die Rechte des Richters Augustin bestätigte. Da Lacek 1416 ohne Nachkommen verstarb, fiel Tassendorf Heinrich von Krawarn auf Plumlov zu, der 1420 in der Schlacht bei Vyšehrad fiel. Die Meziříčer Besitzungen erbte Václav Krawarn von Strážnice. Als dessen Bruder Jiří 1447 die Herrschaft Meziříčí an den Landeshauptmann Jan von Lomnice verkaufte, wurde das Dorf erstmals als Mathyegow bezeichnet.
Nach dem Tode Jans II. von Lomnice wurde die Herrschaft Meziříčí unter den Erben in sechs Teile geteilt. Mathyegow kam zu Wesele, das Vladislav Meziříčský von Lomnice gehörte. Während seiner Herrschaft entstand wahrscheinlich auch der Matějovský rybník. Ab 1531 erfolgte eine weitere Aufteilung und nachfolgend erwarb Johann von Pernstein schrittweise alle Anteile und ließ den Teich Veselský rybník anlegen. Johanns Söhne verkauften den Besitz 1552 an den Vizekanzler des Königreiches Böhmen, Sigmund Held von Kement. Dieser errichtete im selben Jahre die Gutsherrschaft Neu Wessely, an die Matějov angeschlossen wurde. 1562 setzte Held seine zweite Frau Alena Meziříčský von Lomnice, eine Tochter des Vorbesitzers Vladislav Meziříčský von Lomnice, als Erbin von Neu Wessely ein. Das älteste Ortssiegel stammt aus dem 1670er Jahren. Nachfolgend ging die Herrschaft im Erbfall an die Berka von Lomnice und 1706 an Franziska Rosalia Kinsky über. Sie verkaufte 1709 die Herrschaft an den Abt des Zisterzienserklosters Saar, Václav Vejmluva. Nach der Aufhebung des Klosters fiel Matějov 1784 dem Religionsfonds zu. 1826 erwarb Joseph Wratislaw von Mitrowitz die Güter Saar und Neu Wessely. Ihm folgten die Dietrichsteiner.
Nach der Aufhebung der Patrimonialherrschaften bildete Matějov / Mategow ab 1850 mit dem Ortsteil Čechomez (Česká Mez) eine Gemeinde im politischen Bezirk Neustadtl. Zu dieser Zeit hatte das Dorf 281 Einwohner. Seit 1949 gehört die Gemeinde zum Okres Žďár nad Sázavou, zugleich wurde Česká Mez nach Sázava umgemeindet.
Seit 2003 führt die Gemeinde Matějov ein Wappen und Banner.

## Gemeindegliederung
Für die Gemeinde Matějov sind keine Ortsteile ausgewiesen.

## Sehenswürdigkeiten
- Kapelle der Jungfrau Maria, der neobarocke Bau entstand 1907–08 nach Plänen des Baumeisters Josef Křelina aus Zámek Žďár. 1910 erfolgte die Weihe. 2008 wurde die Kapelle saniert.
- Betsäule an der Straße nach Nove Veselí, die 1759 aufgestellte Säule ist ein Kulturdenkmal
- Flesarův kříž aus dem Jahre 1820, neben der Straße nach Nove Veselí, Kulturdenkmal
- Teiche Matějovský rybník und Veselský rybník

## Söhne und Töchter der Gemeinde
- Přemysl Blažíček (1932–2002), Literaturkritiker und Publizist